# Даґлас Стюарт (веслувальник)
Даґлас Стюарт (англ. Douglas Stuart, 1 березня 1885 — 1969) — британський академічний веслувальник.
Бронзовий призер Олімпійських Ігор 1908 року в складі вісімки.